# Matthieu de Cracovie
Matthieu de Cracovie (Matthaeus de Cracovia), né vers 1335/1340 à Cracovie en Pologne et mort  le 5 mars 1410 à Heidelberg, fut  théologien, avocat, philosophe polonais, professeur des universités de Prague et Heidelberg et évêque de Worms.

## Biographie
Matthieu fut issu d'une riche famille bourgeoise de Cracovie. Fils d'un notaire, il reçut sa première éducation probablement à l'école de l'église de Notre-Dame de Cracovie. Ensuite il étudia à l'université de Prague dont il devient plus tard professeur. Les années 1380–1390 passées à Prague furent pour lui une période d'activité intense dans les domaines d'enseignement, prédication, écriture et diplomatie. De cette époque datent ses sermons Sobrii estote (1385) et Digne ambuletis (1386). It prêcha en latin, polonais, tchèque, allemand, le plus souvent à l'Église de Notre-Dame du Týn. Il fut également émissaire de l'Université tchèque auprès du pape Urbain V. En 1387, il rendit visite à son ami d'études, évêque de Varmie Henryk Sorbom, à qui il dédia son traité philosophique Rationale operum divinorum, qui fut la première théodicée médiévale
En 1391, Matthieu revint à Cracovie sur l'invitation du roi Władysław Jagiełło qui espérait lui confier la refondation de l'Académie de Cracovie. En 1394, Matthieu arriva à l'Université de Heidelberg, où il prit la chaire de théologie, puis devint recteur de cette académie. Il fut également confesseur et homme de confiance Ruprecht II et, plus tard, conseiller de son fils Ruprecht III, devenu par la suite l'empereur du Saint-Empire Germanique.
En 1397, il revint une deuxième fois à Cracovie pour aider à organiser la faculté de théologie à laquelle le pape Boniface IX donna enfin son consentement. Après deux ans, il retourna à Heidelberg où il resta jusqu'à sa mort. Il continua cependant à exécrer une influence considérable sur l'Académie de Cracovie à travers les élèves de Prague devenus professeurs à Cracovie.
Il fut émissaire de Ruprecht auprès du Saint-Siège. En 1405, il fut nommé par la pape Innocent VII évêque de Worms. En 1407, le pape Grégoire XII le nomma légat apostolique pour les provinces ecclésiastiques de Mayence, Trèves, Cologne, Salzbourg, Brème et Magdebourg. Le pape le créa aussi cardinal lors du consistoire du 19 septembre 1408 mais Matthieu refusa le titre. Il ne voulait pas s'associer à la Curie qu'il critiquait, notamment pour la symonie 
En 1409, il assista au concile de Pise  en tant que légat de l'Allemagne. Il fut l'auteur de nombreuses ouvrages sur la théologie.
Mort subitement en 1410, il fut enterré à la cathédrale Saint-Pierre de Worms à laquelle il fit don de sa bibliothèque.

## Œuvres
Dans ses sermons et ses ouvrages, Matthieu se soucie du renouveau moral de l'Église et de l'homme. 
- Rationale operum divinorum (1393–1394)
- De praxi Romanae Curiae connu aussi sous le titre de De squaloribus Curiae Romanae  (1403–1405)
- Quo modo facta et meretrix
- De tempore et de sanctis